# 8番街駅 (BMTシー・ビーチ線)
8番街駅（Eighth Avenue）はニューヨーク市地下鉄BMTシー・ビーチ線の駅で、ブルックリン区サンセット・パークの8番街 - 62丁目交差点にある。終日N系統が停車する。ラッシュ時はW系統も停車する。

## 駅構造
| G          | 地上階・駅舎               | 出入口 改札口、駅員詰所、メトロカード/OMNY自動販売機 |
| P ホーム階 | 相対式ホーム、右側扉が開く | 相対式ホーム、右側扉が開く |
| P ホーム階 | 北行緩行線                 | ← アストリア-ディトマース・ブールバード駅ゆき（59丁目駅） |
| P ホーム階 | 混雑方向急行線             | ← 定期列車なし |
| P ホーム階 | 中央線                     | → 路盤のみ |
| P ホーム階 | 南行緩行線                 | → コニー・アイランド-スティルウェル・アベニュー駅ゆき（フォート・ハミルトン・パークウェイ駅）→ ラッシュ時：86丁目駅ゆき（フォート・ハミルトン・パークウェイ駅）→ |
| P ホーム階 | 相対式ホーム、右側扉が開く | |

8番街駅は堀割に設けられた駅で、1915年6月22日に開業した。相対式ホーム2面4線を有するが、中央を走る急行線は普段使われていない。コニーアイランド方面の急行線は本線に繋がっておらず、マンハッタン方面の急行線を用いて双方向の運転を行うような信号扱が行われている。プラットホームには下半分がベージュ色のコンクリート、上半分が緑色の金属製風防でできた壁が設けられている。ホームの全長に渡って茶色の屋根が架けられており、緑色のフレームと支柱がそれを支えている。駅名標はニューヨーク市地下鉄で標準的な黒地に白でレタリングを施したものである。
近くでロングアイランド鉄道ベイ・リッジ支線と交差しており、ホーム北端からも見ることができる。かつてこの場所はベイ・リッジ線の「ザ・クロッシング（"The Crossing"）」と呼ばれていた。
8番街駅はシー・ビーチ線の北端駅で、駅の北側でコニー・アイランド方面急行線は終わっている。一方でマンハッタン方面急行線は緩行線と合流した上でBMT4番街線との連絡線になり、北に曲がってトンネルに入っていく。
8番街駅と他のシー・ビーチ線の8駅は2015年から改修工事が行われており、駅に2つADA対応のエレベーターも設置される予定である。営業運転をしながら改修工事を行っており、2015年7月時点では南行急行線の上に仮設ホームが設置された。2017年5月22日に北行ホームは通常営業を再開した。南行ホームも、2017年7月31日から2019年7月1日まで、改修工事がなされた。

### 出入口

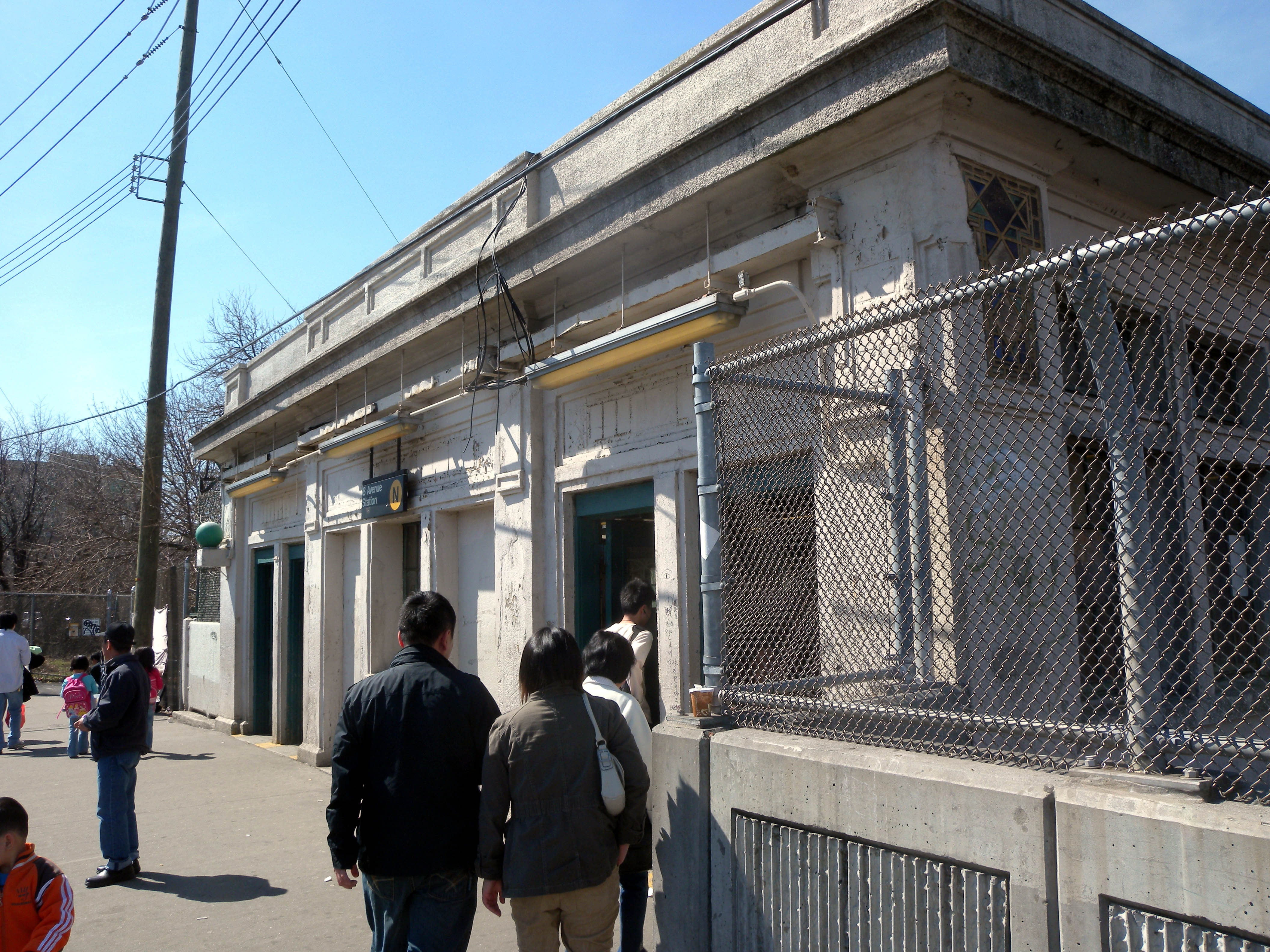
駅舎

出口は駅の南端にあり、8番街 - 62丁目の跨線橋上にベージュ色の駅舎が建っている（線路は堀割を走っているので、跨線橋とはいっても実際には地表である）。各ホームへの階段が1本ずつあり、ホームから上がってくるとホーム間連絡通路に出る。ホーム間連絡通路はドアで駅舎内の待合所と区切られている。自動改札機を抜けるとトークン・ブースと出口のドアがある。
かつては駅北端にも出口があり、7番街に出ることができた。各ホームからの階段と跨線橋はまだ残っている。

## 外部リンク

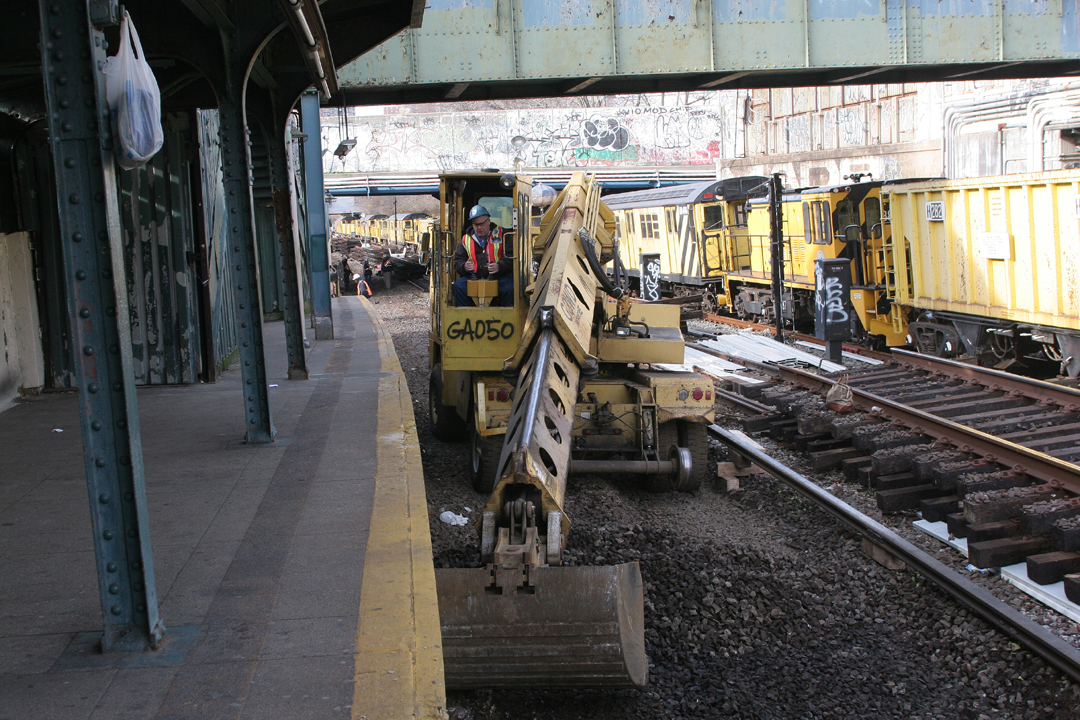
工事の様子